# کوریتا تاکئو
کوریتا تاکئو (به ژاپنی: 栗田 健男 Kurita Takeo); ۲۸ آوریل ۱۸۸۹ – ۱۹ دسامبر ۱۹۷۷) دریاسالار در نیروی دریایی امپراتوری ژاپن در جنگ دوم جهانی بود.